# Metreletus balcanicus
Metreletus balcanicus is een haft uit de familie Ameletidae. De wetenschappelijke naam van de soort werd in 1920 gepubliceerd door Georg Ulmer.
De soort komt voor in het Palearctisch gebied.